# Estatic Fear
Estatic Fear — австрійський рок-гурт. Назву можна приблизно перекласти як «естетично-екстатичний жах». Основна діяльність гурту припала на 1994—1999 роки. Стиль музики гурту — від дум-металу та готік-металу з типовими вокальними діалогами «красуня та чудовисько», і до фолк- та симфо-металу. Гурт записав лише два альбоми, при чому другий був практично сольним проектом лідера гурту Маттіаса Коґлера.

## Історія
Гурт Estatic Fear був створений 1994 року в Австрії. Двоє учасників з першого складу — Beowulf та Stauff — покинули гурт після запису першого альбому, і їх справжні імена невідомі. Два інші учасники — ударник Маркус Пойнтнер і лідер групи Маттіас Коґлер, який взяв собі псевдонім Calix Miseriae.
1995 року гурт взяв участь в годинній компіляції «Exit» спільно з кількома маловідомими австрійськими гуртами. До 1996 року Estatic Fear підписує контракт з лейблом CCP Records, і того ж року на CCP виходить диск «Somnium Obmutum», що являє собою суміш дум-металу та класичної музики. На диску було чотири треки, два з яких були тривалістю 18 та 32 хвилини. У числі інструментів були використані лютня, флейта, фортепіано та віолончель.
Після трирічної перерви у 1999 році на CCP вийшов другий альбом Estatic Fear — «A Sombre Dance». До того часу через творчі розбіжності покинули гурт усі музиканти, крім Маттіаса Коґлера, який і став одноосібним автором музики і текстів. На «A Sombre Dance» звучання змінилося у бік імітації середньовічної музики, хоча металева складова збереглася. У записі брав участь цілий ряд запрошених музикантів і вокалістів, в тому числі батько Маттіаса — Клаус Коґлер, грав на лютні.
У 2002 назва гурту згадана як учасник альбому австрійського гурту Hrossharsgrani.
У 2008 Коґлер заявив, що має матеріал, принаймні, на два нових альбоми, проти не має часу на запис.

## Дискографія

### Альбоми
- Somnium Obmutum (1996)
- A Sombre Dance (1999)

### Інші записи
- Exit (1995) — компіляція з іншими гуртами
- Schattenkrieger (2002) — альбом австрійського гурту Hrossharsgrani, записаний за участю Estatic Fear: композиції (13) Sechster Schattenzyklus, (14) Wenn Winters Sang und Klang Verstummt.